# Kestřanští z Kestřan

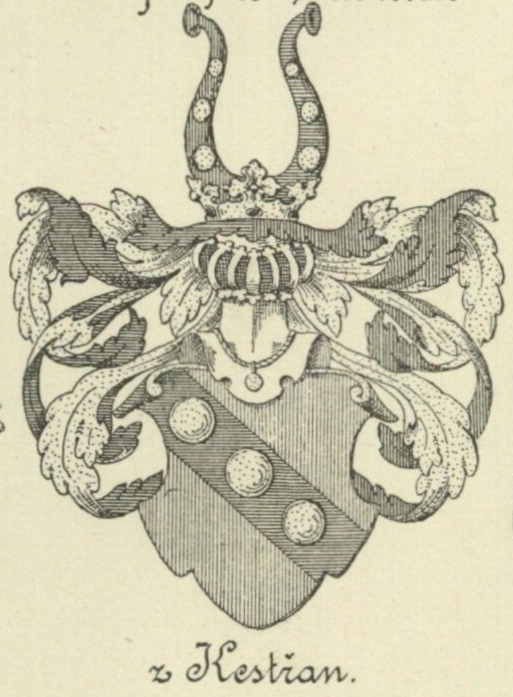
Pozdní varianta erbu pánů z Kestřan

Kestřanští z Kestřan byl starý český významný šlechtický rod, jehož význam klesal po Bílé hoře (1620). Dosud stojí tvrz v Kestřanech u Písku.

## Erb
V erbu Kestřanských jsou býčí rohy v modrém poli (býčí nebo buvolí rohy byly v raném středověku připevňovány na přilbice rytířů jako ozdoba, která měla zároveň nahánět hrůzu nepříteli. Později se staly velmi rozšířeným heraldickým klenotem a také samostatnou obecnou figurou. Na některých znacích bývají rohy ozdobeny (postrkány) různými předměty, nejčastěji praporečky, pery, ručkami aj. Od 15. století se na znacích konce rohů rozevírají a na místo špicí vznikají trychtýřovité tvary nazývané "sloní trouby").

## Použité prameny
- MYSLIVEČEK, Milan. Erbovník, aneb, kniha o znacích i osudech rodů žijících v Čechách a na Moravě: podle starých pramenů a dávných ne vždy věrných svědectví. Praha: Horizont, 1993. ISBN 80-7012-070-3.